# Low Down
Low Down —titulada en español como Una vida al límite— es una película biográfica estadounidense de 2014, dirigida por Jeff Preiss y basada en las memorias escritas por Amy Jo-Albany, interpretada por Elle Fanning, acerca de su padre, el famoso pianista de jazz Joe Albanyinterpretado por John Hawkes, y su lucha con la adicción a las drogas. La película se estrenó el 19 de enero de 2014, en competición en el Festival de Cine de Sundance.

## Argumento
Contada a través de los sabios ojos de su joven hija Amy (Elle Fanning), Low Down narra la controvertida vida del pianista de jazz Joe Albany (John Hawkes) durante los años 60 y 70. Nacida y criada en el seno de una familia poco ortodoxa, la adolescente Amy maduró a la sombra de los problemas y la lucha de Joe, entre sus dotes musicales y su fuerte adicción a la heroína. Mientras Amy divagaba a través de la vida de los artistas, músicos y vagabundos que inundaban su edificio, ella trataba de aferrarse al amor que compartía con su deteriorado padre. Amy se vio obligada a definir su propia identidad sin ayuda, diferenciando su propia vida de los continuos problemas de su padre, en los que no faltaron los fracasos matrimoniales. El gran potencial que albergaba Joe fue, paradójicamente, su gran perdición, pues no supo controlar la fama, ni por consiguiente, la vida de su hija.

## Reparto
- John Hawkes como Joe Albany.
- Elle Fanning como Amy-Jo Albany.
- Glenn Close como Gram.
- Lena Headey como Sheila Albany.
- Flea como Hobbs.
- Taryn Manning como Colleen.
- Peter Dinklage como Alain.
- Burn Gorman como Wiggenhern.
- Tim Daly como Dalton.
- Linda Wang como Chinese woman.
- Myles Cranford como Jimmy.

## Producción
El actor Mark Ruffalo había sido seleccionado originalmente para interpretar a Joe Albany, sin embargo se vio obligado a retirarse debido a problemas de agenda y debido a ello la producción se retrasó.

## Estreno
La película se estrenó en el Festival de Cine de Sundance el 19 de enero de 2014. El primer tráiler oficial fue lanzado el 18 de septiembre de 2014. La película se estrenó en versión limitada el 24 de octubre de 2014 en Nueva York y el 31 de octubre de 2014 en Los Ángeles.